# Дадашев, Солтан Баба оглы
Солтан Дадашев Баба оглы (азерб. Soltan Baba oğlu Dadaşov; 27 мая 1906, Баку – 7 сентябрь 1969, Баку) — азербайджанский режиссёр театра. Народный артист Азербайджанской ССР (1958).

## Биография
Солтан Баба оглу Дадашев родился 27 мая 1906 года в городе Баку. Получил духовное образование в раннем возрасте. Затем отец отправил Солтана в русско-татарскую школу. Затем юный Солтан поступил в Бакинское реальное училище.
В 1920-1921 годах Солтан Дадашов был активным участником драматического кружка Центрального клуба молодежи в Баку. В 1923 году с целью обеспечения национальной театральной культуры профессиональными кадрами в Баку была открыта Театральная школа. Солтан Дадашев был одним из первых выпускников этой школы и в 1924 году также работал актером в труппе Национального драматического театра. В годы обучения в техникуме он играл эпизодические роли на сцене театра. В 1927 году Солтана Дадашева отправили продолжать образование в Москву. Пройдя четыре года обучения в Центральном техникуме театрального искусства (ЦЕТЕТИС), он вернулся в Баку в 1931 году с специальностью режиссёра музыкального театра. Он получил уроки искусства от известных педагогов, таких как Алексей Попов, Борис Захава, Андрей Петровский, Борис Сушкевич.
Солтан Дадашев был назначен режиссером в Азербайджанский театр оперы и балета имени М. Ф. Ахундова. Он был первым профессионально обученным режиссером, работавшим в оперном театре.
В период с 1937 по 1941 год Солтан Дадашев создавал спектакли в Театре драмы и оперы в Ашхабаде.
Солтан Баба оглу Дадашев скончался 7 сентября 1969 года в Баку и был похоронен на II Аллее почетного захоронения.

## Звания
- Почетное звание Народный артист Азербайджанской ССР — 26 апреля 1958[3]
- Почетное звание Заслуженный артист Азербайджанской ССР  — 23 апреля 1940